# Lehmerjeva matrika
Lehmerjeva matrika je konstantna simetrična matrika za katero velja:
{\displaystyle A_{ij}={\begin{cases}i/j,&j\geq i\\j/i,&j<i\!\,.\end{cases}}}
To se lahko zapiše tudi kot:
{\displaystyle A_{ij}={\frac {{\mbox{min}}(i,j)}{{\mbox{max}}(i,j)}}\!\,.}
Imenuje se po ameriškem matematiku Derricku Henryju Lehmerju (1905–1991).

## Zgledi
Podani so zgledi nekaterih Lehmerjevih matrik in njihove obratne matrike:
{\displaystyle {\begin{array}{lllll}A_{2}={\begin{pmatrix}1&1/2\\1/2&1\end{pmatrix}};&A_{2}^{-1}={\begin{pmatrix}4/3&-2/3\\-2/3&4/3\end{pmatrix}};\\\\A_{3}={\begin{pmatrix}1&1/2&1/3\\1/2&1&2/3\\1/3&2/3&1\end{pmatrix}};&A_{3}^{-1}={\begin{pmatrix}4/3&-2/3&\\-2/3&32/15&-6/5\\&-6/5&9/5\end{pmatrix}};\\\\A_{4}={\begin{pmatrix}1&1/2&1/3&1/4\\1/2&1&2/3&1/2\\1/3&2/3&1&3/4\\1/4&1/2&3/4&1\end{pmatrix}};&A_{4}^{-1}={\begin{pmatrix}4/3&-2/3&&\\-2/3&32/15&-6/5&\\&-6/5&108/35&-12/7\\&&-12/7&16/7\end{pmatrix}}\!\,.\\\end{array}}}

## Značilnosti
- kadar je {\displaystyle A\!\,} Lehmerjeva matrika {\displaystyle n\times n\!\,} in {\displaystyle B\!\,} Lehmerjeva matrika {\displaystyle m\times m\!\,}, potem je {\displaystyle A\!\,} podmatrika matrike {\displaystyle B\!\,} pri čemer je {\displaystyle m>n\!\,}. Vrednost elementov matrike se manjša proti nič v smeri proč od diagonale.
- obratna matrika Lehmerjeve matrika je tridiagonalna matrika, ki ima vrednosti na diagonali nad glavno diagonalo (naddiagonali) in diagonali pod glavno diagonalo (podddiagonali) vedno negativne.